# Звёздный путь
«Звёздный путь» (англ. Star Trek, Стартрек) — американская научно-фантастическая медиафраншиза, включающая в себя несколько телевизионных сериалов, полнометражных фильмов. Проект внёс существенный вклад в массовую культуру и породил оригинальную субкультуру. Автором идеи и основателем Вселенной «Звёздного пути», ведущей своё начало с выхода на экраны 8 сентября 1966 года сериала «Звёздный путь: Оригинальный сериал», является Джин Родденберри.
«Звёздный путь» является культовым явлением на протяжении десятилетий. Поклонники франшизы называются Треккерами. Шоу обросло широким спектром сопутствующих продуктов, включая компьютерные игры, статуэтки, романы, игрушки и комиксы. «Звёздный путь» был темой аттракциона в Лас-Вегасе, открытого с 1998 по сентябрь 2008 года. Не менее двух музейных экспозиций, составленных из реквизита франшизы, путешествуют по миру в рамках проекта Star Trek: The Exhibition. Для франшизы создан свой полноценный искусственный язык — клингонский. Появились пародии на тему «Звёздного пути». Кроме того, зрители подготовили несколько фан-постановок. По мотивам киноэпопеи создано множество фан-артов. По состоянию на июль 2016 года, сериалы и фильмы о вселенной в совокупности заработали $10 миллиардов, что делает «Звёздный путь» одной из самых кассовых медиафраншиз за всю историю.
«Звёздный путь» распространил своё культурное влияние за пределы произведений научной фантастики. Франшиза также известна прогрессивными позициями по вопросам гражданских прав. «Оригинальный сериал» отличался одним из первых на телевидении многорасовым актёрским составом. Ссылки на «Звёздный путь» можно найти во всей популярной культуре от фильмов, таких как подводный триллер «Багровый прилив», до анимационного сериала «Южный Парк».

## Общая информация

### Концепция
Ещё в 1964 году Джин Родденберри разработал концепцию научно-фантастического сериала, в дальнейшем превратившуюся в «Звёздный путь». В частной беседе с друзьями он описывал его как «вестерн в космосе», а также как повествование в духе «Путешествий Гулливера» Джонатана Свифта, с напряжённым приключенческим сюжетом и моралью в конце каждой серии. Большинство эпизодов описывают участие людей и инопланетян, служащих в Звёздном флоте Объединённой федерации планет, в космических гуманитарных и миротворческих экспедициях. Главные герои, имеющие альтруистические ценности, решают сложные межпланетные ситуации.

Эмблема Звёздного флота Объединённой федерации планет

Многие конфликты и политические проблемы сериала являются отражением современной культурной реальности. В «Звёздном пути» были подняты вопросы, актуальные в 1960-х годах, в продолжениях были отражены проблемы своих десятилетий. Поднимались различные вопросы: война и мир, значение личной преданности, авторитаризм, империализм, классовая борьба, экономика, расизм, религия, права человека, сексизм, феминизм и роль технологии. Родденберри заявил: «[создавая] новый мир с новыми правилами, я мог выступать с заявлениями о сексе, религии, Вьетнаме, политике и межконтинентальных ракетах. В действительности, мы так и сделали в Звёздном пути: мы отправляли сообщения и, к счастью, все они были пропущены ТВ-сетью». Как рассказывает помощница Джина, Сьюзен Сакетт: «Если вы говорили о фиолетовом человеке на далёкой планете, они [ТВ-сеть] никогда не обращали на это внимание. Их больше интересовало декольте. Им больше хотелось послать цензора для измерения откровенного декольте, чтобы убедиться, что груди показано не слишком много».
Родденберри намеревался внести в шоу прогрессивную политическую повестку, отражающую растущую молодёжную контркультуру, однако он не был до конца откровенен в этих намерениях с издателями. Через «Звёздный путь» он хотел показать человечеству, к чему оно может прийти, учась на уроках прошлого, в частности путём прекращения насилия. Ярким примером может служить инопланетная раса вулканцев, которая имела насильственное прошлое, но научилась контролировать свои эмоции. Родденберри также дал в сериале антивоенный посыл и изобразил Объединённую федерацию планет как идеальный, оптимистичный вариант Организации Объединённых Наций. Его стремлениям противостояла ТВ-сеть, опасаясь неконкурентоспособности сериала, в том числе из-за разнообразной расовой принадлежности членов экипажа, на которой настаивал Родденберри.

### Мифология
Вселенная «Звёздного пути» рисует космическое будущее, на первый взгляд кажущееся утопией, где существует Объединённая федерация планет, членом которой является планета Земля. В это же время значительные области Галактики остаются неизученными и готовят исследователям множество сюрпризов и открытий. «Смело идти туда, куда не ступала нога человека» — таков девиз героев «Звёздного пути».
Центральное трио Кирк, Спок и Маккой из «Оригинального сериала» было создано по образцу классического мифологического повествования. Уильям Шетнер, исполнитель роли капитана Кирка, сказал: «Есть мифологическая составляющая [поп-культуры], особенно в научной фантастике. Люди ищут ответы — и научная фантастика предлагает объяснить необъяснимое, как и религия, о выходе в космос и встречах новой жизни, с помощью мифологии — пытаются объяснить проблемы человечества. Всё это даёт надежды и решения для будущей жизни».
Американский морской биолог и океанолог Ричард Лутц писал:

Непроходящая популярность «Звёздного пути» происходит за счёт базовой мифологии, объединяющей поклонников вместе силой общей любви к истории, связанной с исследованиями, открытиями, приключениями и дружбой, которая способствует простому и миролюбивому обществу, где технологии и разнообразие ценятся, а граждане не боятся и работают вместе ради общего блага. Таким образом, «Звёздный путь» предлагает оптимистичное видение будущего и является шаблоном для нашей жизни и нашего общества, к которому мы можем стремиться.
— Richard Lutz. Social Cohesiveness (англ.). Human Rights Coalition, Australia. Дата обращения: 29 ноября 2017. Архивировано 12 мая 2016 года.
Дэвид Бэтчелор, астрофизик из Центра космических полётов имени Годдарда НАСА пишет:

Авторы шоу начали с науки, которую мы знаем, и дополнили фантазией, чтобы соответствовать рамкам удивительных изобретений, которые поддерживают наполненные действием и развлекательные истории. Точная наука редко бывает захватывающей и достаточно зрелищной, чтобы основывать еженедельное приключенческое телешоу. Как правило, «Звёздный путь» довольно разумно написан и более верен науке, чем любой другой научно-фантастический сериал, когда-либо показанный по телевидению. «Звёздный путь» также привлекает и возбуждает поколения зрителей о передовой науке и технике, которое изображает учёных и инженеров положительно, как образцы для подражания. Вот почему это единственный научно-фантастический сериал, который многие учёные регулярно смотрят.
— David Allen Batchelor. The Science of Star Trek (англ.). National Aeronautics and Space Administration. Дата обращения: 31 января 2019. Архивировано 9 ноября 2020 года.
Фундаментальной нормой этики Объединённой федерации планет является «Первая директива», которая запрещает Федерации вмешиваться в дела менее развитых цивилизаций, ограничивает контакты с другими народами, ещё не открывшими варп-двигатель. Директива подробно описана во многих эпизодах «Оригинального сериала» и последующих сериалах. Документ был разработан американским писателем-фантастом Теодором Старджоном специально для первого сериала франшизы. На эту идею его явно вдохновил пункт 7 статьи 2 устава Организации Объединённых Наций.

## История и производство

### Начало (до 1969)

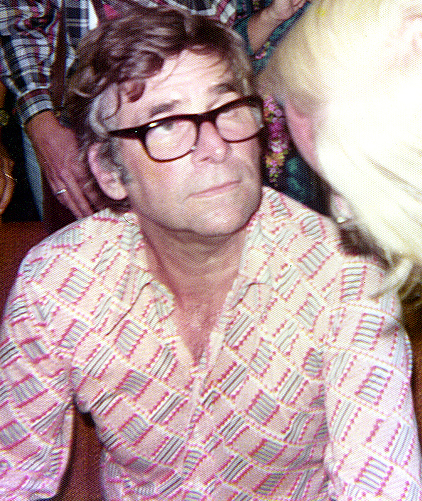
Джин Родденберри — создатель телесериала «Звёздный путь».
1976 год

Идея «Звёздного пути» родилась в голове Джина Родденберри под влиянием картины 1961 года «Властелин мира». Основанный на произведениях Жюля Верна, фильм рассказывает об учёном Робуре, странствующем на летающем корабле «Альбатрос» и борющемся за мир во всём мире. Но в то время Родденберри больше занимал придуманный им сериал о Второй мировой войне. Одним из главных героев должен был стать капитан Филипп Пайк. Но каналы забраковали идею, и проект так и не увидел свет. Задумки и материалы неудавшегося сериала легли в основу концепции «Звёздного пути». Родденберри пытался продать сценарную заявку «Metro-Goldwyn-Mayer», CBS и наконец, NBC, где его ждала удача.
В начале 1964 года Джином Родденбери представлена краткая концепция сериала в духе «Wagon Train» («Wagon Train to the Stars»), разработанная совместно с Desilu Productions. 24 июня 1964 года выходит пилотный эпизод «The Cage» («Клетка») на канале NBC c Джеффри Хантером в роли капитанa Кристофера Пайка, предшественника капитанa Джеймса Т. Кирка. Впрочем, серия не вызвала энтузиазма у руководства канала («мало приключений и слишком много философии») и проект был отложен. К тому же отказался от съёмок Хантер. 26 августа 1965 года NBC заказывает второй пилотный эпизод («Where No Man Has Gone Before» — «Куда не ступала нога человека»), но сценарий был убран в дальний ящик, и программа вышла спустя год в оригинальном сериале «Звёздного пути» (Она стала третьей по счёту в первом сезоне). 8 сентября 1966 года на канале NBC состоялась премьера франшизы «Звёздный путь: Оригинальный сериал». С тех пор на экраны вышли ещё семь сериалов, содержащих более 800 эпизодов.
Хотя изначально проект получил хорошие отзывы, средний рейтинг в конце первого сезона упал до 52-й строчки из 94 программ. Недовольные рейтингами сериала, в руководстве NBC пригрозили отменить его после второго сезона. Группа фанатов, возглавляемая писателем Бетти Джоан Тримбл, провела беспрецедентную кампанию по написанию писем с просьбами к телесети продолжить шоу. Канал NBC продлил сериал, но его перенесли из прайм-тайм на «в пятницу вечером в мёртвое время», и существенно сократили бюджет. В знак протеста Джин Родденберри подал в отставку как продюсер и сократил своё участие в «Звёздном пути». Продюсером третьего заключительного сезона стал Фред Фрейбергер. Несмотря на очередную кампанию по рассылке писем, телеканал NBC закрыл телепроект после трёх сезонов и 79 эпизодов.

### Возрождение (1969—1991)

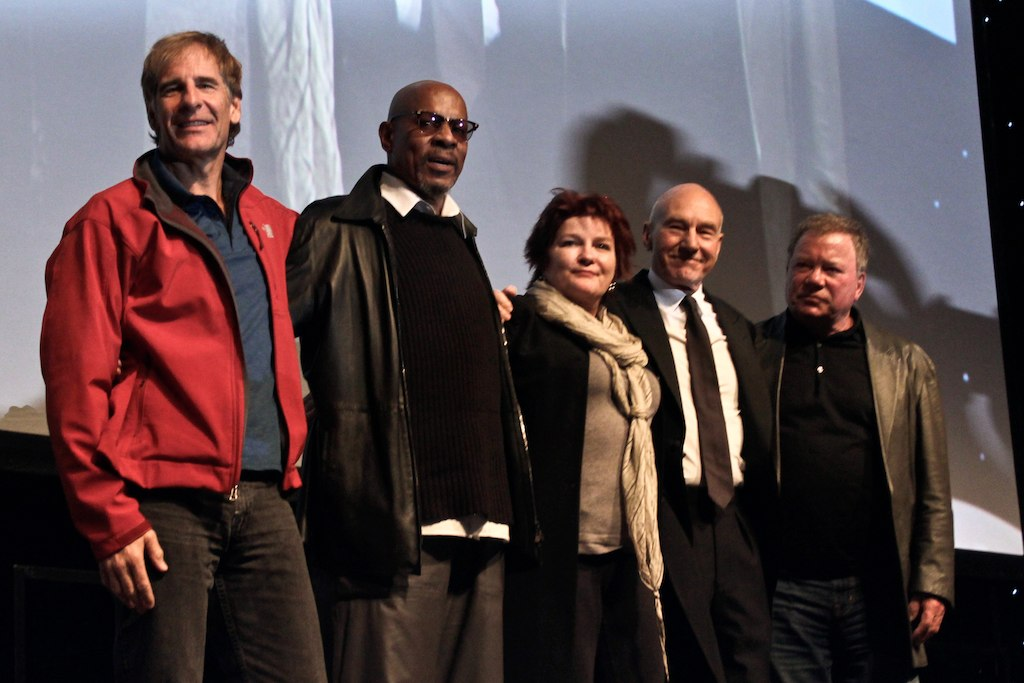
Актёры, сыгравшие капитанов в первых пяти сериалах «Звёздного пути», вместе в Лондоне

После отмены «Оригинального сериала» Paramount Studios (ставшая владельцем сериала после поглощения Desilu Productions), начала синдицировать «Звёздный путь», чтобы компенсировать производственные потери. Повторы начались осенью 1969 года, и к концу 1970-х годов серии вышли в эфир более 150 раз на американских и более 60 раз на зарубежных каналах. Это помогло развиться культу «Звёздного пути» и превысить его популярность по сравнению с первоначальным показом. Одним из знаков растущей популярности телепроекта стало проведение первой Стар трек Конвенции, которая прошла с 21 по 23 января 1972 года в Нью-Йорке. Хотя первоначально предполагалось, что участников будет всего несколько сотен, присутствовало несколько тысяч человек. Фанаты сериала продолжают устраивать подобные конвенции по всему миру.
Новообретённый успех телешоу привёл к идее возрождения франшизы. Filmation совместно с Paramount Television, выпустили первый после «Оригинального» сериал, «Звёздный путь: Анимационный сериал». Он прошёл на NBC в течение двух сезонов 22 получасовыми эпизодами по субботам с 1973 по 1974 год. За недолгий срок существования (что характерно для анимационных фильмов того времени) мультсериал получил только премию «Эмми» за «лучший сериал», в отличие от последующих продолжений. Реагируя на повышение популярности франшизы, в мае 1975 года Paramount Pictures и Родденберри начали разработку нового проекта, «Звёздный путь: фаза II», однако работа над ним была прекращена после отмены проекта Paramount Television Service.
После успеха научно-фантастических фильмов «Звёздные войны» и «Близкие контакты третьей степени», запланированный пилотный эпизод «Звёздный путь: фаза II» переработали в художественный фильм «Звёздный путь». 7 декабря 1979 года он вышел на экраны Северной Америки и получил смешанные отзывы от критиков. Картина во всем мире заработала $139 млн, ниже ожиданий, но достаточно для последующего создания сиквела. Студии вынудили Родденберри отказаться от творческого контроля над продолжением.
Успех у критиков фильма «Звёздный путь 2: Гнев Хана» поменял судьбу франшизы. Несмотря на то, что сиквел собрал меньше денег, чем первый полнометражный фильм, «Гнев Хана» получил большую чистую прибыль за счёт снижения издержек производства. Между 1979 и 1991 годами Paramount выпустил шесть художественных фильмов по «Звёздному пути». В ответ на их популярность, в 1987 году было решено вернуть франшизу на телевидение с сериалом «Звёздный путь: Следующее поколение». Paramount предпочёл показывать шоу по системе телевизионной синдикации.

### После Родденберри (1991—2005)
После полнометражного фильма «Звёздный путь» роль Джина Родденберри меняется. Будучи чрезвычайно занятым в создании сериала «Звёздный путь: Следующее поколение», он отошёл от продюсирования кинофильмов и ограничился художественным консультированием с минимальным вкладом. Родденберри скончался 24 октября 1991, передав роль исполнительного продюсера всего проекта Рику Берману. Сотрудники студии стали называть «Звёздный путь» просто «франшиза», из-за его большого успеха и постоянного первенства для студии, в то время как другие проекты были менее удачными. «Следующее поколение» имел наивысшие рейтинги по сравнению с другими сериалами «Звёздного пути» и стал «номером один» среди синдицированных шоу к последним своим сезонам. В ответ на такой успех Paramount в 1993 году выпустила продолжение «Звёздный путь: Глубокий космос 9». Оно не стало таким популярным, как «Следующее поколение», но имело достаточные рейтинги для того, чтобы выдержать семь сезонов.
В январе 1995 года, через несколько месяцев после окончания «Следующего поколения», Paramount выпустила четвёртый сериал, «Звёздный путь: Вояджер». «Звёздный путь» достиг пика популярности в середине 1990-х годов с «Глубоким космосом 9» и «Вояджером» транслировавшимися одновременно с тремя из четырёх художественных фильмов, основанных на «Следующем поколении» (вышли в 1994, 1996 и 1998 годах). К 1998 году «Звёздный путь» становится главным сериалом для Paramount. За счёт огромных прибылей франшизы финансировалась большая часть студийных проектов. «Вояджер» стал флагманом новой студии United Paramount Network (UPN).
После окончания трансляции «Вояджера» UPN запустил новый сериал «Звёздный путь: Энтерпрайз», который являлся предысторией «Оригинального сериала». Приквел получил низкие оценки по сравнению со своими предшественниками и UPN пригрозил отменить его после третьего сезона. Фанаты начали кампанию, напоминавшую ту, которая спасла третий сезон «Оригинального сериала». «Энтерпрайз» был продлён на четвёртый сезон, но показ перенесли на пятницу поздно вечером. Как и у «Оригинального сериала», рейтинги «Энтерпрайза» упали, и UPN отменило его после четвёртого сезона. Последняя серия вышла в эфир 13 мая 2005 года. Фан-группа «Спасти Энтерпрайз», попыталась сохранить сериал и найти $30 миллионов для финансирования пятого сезона. Несмотря на привлечение прессы, спасти его не удалось. Остановкой «Энтерпрайза» закончился восемнадцатилетний непрерывный производственный цикл «Звёздного пути» на телевидении. Плохие кассовые сборы вышедшего в 2002 году фильма «Звёздный путь: Возмездие» поставили под сомнение будущее франшизы.

### Перезагрузка (2009—2016)
В середине 2000-х годов Paramount отклонил несколько предложений по перезагрузке франшизы. Такие предложения приходили от режиссёра Брайана Сингера, создателя «Вавилона-5» Джозефа Майкла Стражински и актёров и режиссёров франшизы Джонатана Фрейкса и Уильяма Шетнера. Студия также отклонила проект анимационного веб-сериала. Вместо этого в 2007 году для оживления франшизы была нанята новая креативная команда. В неё вошли сценаристы Роберто Орси и Алекс Куртцман и продюсер сериала «Остаться в живых» Джей Джей Абрамс, которым была дана свобода в поиске новых подходов для «Звёздного пути».
Команда создала одиннадцатый художественный фильм, который назвали просто «Звёздный путь», вышедший на экраны в мае 2009 года. В фильме показана предыстория экипажа «Оригинального сериала», разворачивающаяся в альтернативной временной линии, известной как «Шкала Кельвина». Это дало свободу от необходимости в дальнейшем соответствовать канонической хронологии франшизы. Создатели одиннадцатого фильма «Звёздный путь» провели маркетинговую кампанию без ориентации на фанатов франшизы, несмотря на то, что в рекламе к премьере звучал слоган «это не Звёздный путь твоего отца». Несмотря на немалую толику критики, фильм имел больший финансовый успех по кассовым сборам (с поправкой на инфляцию доллара), чем любой предыдущий фильм по «Звёздному пути». Фильм франшизы в 2010 году получил первый «Оскар» (за грим и причёски), а главные актёры — контракт на два сиквела. Paramount в 2013 году выпустило продолжение «Стартрек: Возмездие», премьера которого состоялась в Сиднее, Австралия, 23 апреля 2013 года, при этом его не выпускали в США до 17 мая 2013. Хотя лента оказалась не такой успешной в североамериканском прокате, как её предшественник, на международном уровне, с точки зрения кассовых сборов, «Возмездие» стало самым успешным художественным фильмом франшизы. Тринадцатый кинофильм под названием «Стартрек: Бесконечность» вышел 22 июля 2016 года.

### Расширение вселенной «Звёздного пути» (2017 — настоящее время)
В середине 2000-х CBS отклонила несколько предложений перезапустить франшизу на маленьком экране. Предложения исходили от кинорежиссёров Брайана Сингера, Дж. Майкла Стражински из «Вавилона-5», а также актёров «Звёздного пути» Джонатана Фрейкса и Уильяма Шетнера. Хотя CBS не создавала новый «Звёздный путь» для сетевого телевидения, простота доступа к контенту «Звёздного пути» на новых потоковых сервисах, таких как Netflix и Amazon Prime Video, привлекла к франшизе новую группу поклонников>. В конечном итоге CBS попыталась извлечь выгоду из этой тенденции и вернула франшизу на маленькие экраны с сериалом «Звёздный путь: Дискавери», чтобы помочь запустить и привлечь подписчиков к своему потоковому сервису CBS All Access. Премьера первого сезона «Звёздный путь: Дискавери» состоялась 24 сентября 2017 года. Хотя «Дискавери» показывается в США исключительно на канале Paramount+ (ранее CBS All Access), в течение первых трёх сезонов Netflix в обмен на финансирование производственных затрат владела правами на международный показ сериала. Эта сделка Netflix по распространению и производству закончилась прямо перед премьерой четвёртого сезона «Дискавери» в ноябре 2021 года. С тех пор сериал «Дискавери» стал эксклюзивом для платформ, принадлежащих Paramount Global.
В июне 2018 года, став единственным исполнительным продюсером «Дискавери», Курцман подписал пятилетний общий контракт с CBS Television Studios о расширении франшизы «Звёздный путь» за пределы «Дискавери» до нескольких новых сериалов, мини-сериалов и мультсериалов. Курцман хотел «открыть этот мир» и создать несколько сериалов, действие которых происходит в одной и той же вселенной, но с их собственным «уникальным повествованием и особым кинематографическим ощущением» — подход, который он сравнил с кинематографической вселенной Marvel. Однако франшиза не будет рассказывать одну историю в нескольких сериях, позволяя зрителям смотреть каждую серию без необходимости смотреть все остальные. CBS и Курцман называют эту расширенную франшизу «Вселенной Звёздного пути».
Во втором сериале расширенной вселенной «Звёздный путь», «Звёздный путь: Пикар», Патрик Стюарт повторяет персонажа Жан-Люка Пикара из «Следующего поколения». Премьера «Пикара» состоялась на канале CBS All Access 23 января 2020 года. В отличие от «Дискавери», Amazon Prime Video транслирует «Пикара» на международном уровне. CBS также выпустила два сезона сериала «Звёздный путь: Короткие путешествия», серии из отдельных мини-эпизодов, которые выходят в эфир между сезонами «Дискавери» и «Пикар». Премьера нового игрового сериала «Звёздный путь: Странные новые миры», спин-оффа второго сезона «Дискавери» и приквела к «Оригинальному сериалу», состоялась 5 мая 2022 года. Анимационный комедийный сериал для взрослых «Нижние палубы» был выпущен 6 августа 2020 года на канале CBS All Access. Премьера ещё одного мультсериала, «Звёздный путь: Протозвезда», сначала состоялась на обновленном сервисе Paramount+ 28 октября 2021 года, а 17 декабря 2021 года — на канале Nickelodeon. «Протозвезда» — первый сериал «Звёздного пути», специально ориентированный на более молодую аудиторию, и первый полностью компьютерный анимационный сериал франшизы. Насыщенность франшизы достигла нового пика в 2022 году, когда в том же году вышли в эфир пять сериалов «Звёздного пути».
Финал сериала «Звёздный путь: Пикар» вышел в эфир в апреле 2023 года. Последний сезон «Дискавери» выйдет в эфир в начале 2024 года. Сериал «Звездный путь: Академия Звёздного Флота» находится в стадии подготовки к производству, чтобы заменить один из этих сериалов. «Звёздный путь: Протозвезда» удалён из Paramount + в июне 2023 года. Сериал подхватил Netflix, а первый сезон стал доступен 25 декабря 2023 года. Новый второй сезон выйдет в эфир позже в 2024 году.
Paramount также планирует каждые два года выпускать фильмы для потоковой передачи. В первом из этих фильмов, «Секция 31», главную роль сыграет Мишель Йео, которая повторит свою роль императрицы Георгиу из «Дискавери».

## Телевизионные сериалы

### Сводная таблица
| Оригинальный сериал      | 3   | 79  | 79  | 8 сентября 1966 — 3 июня 1969     | 8 сентября 1966 — 3 июня 1969     | NBC                       |
| Анимационный сериал      | 2   | 22  | 22  | 8 сентября 1973 — 12 октября 1974 | 8 сентября 1973 — 12 октября 1974 | NBC                       |
| Следующее поколение      | 7   | 178 | 178 | 28 сентября 1987 — 23 мая 1994    | 28 сентября 1987 — 23 мая 1994    | Синдикация                |
| Глубокий Космос 9        | 7   | 176 | 176 | 4 января 1993 — 31 мая 1999       | 4 января 1993 — 31 мая 1999       | Синдикация                |
| Вояджер                  | 7   | 172 | 172 | 16 января 1995 — 23 мая 2001      | 16 января 1995 — 23 мая 2001      | UPN                       |
| Энтерпрайз               | 4   | 98  | 98  | 26 сентября 2001 — 13 мая 2005    | 26 сентября 2001 — 13 мая 2005    | UPN                       |
| Дискавери                | 5   | 65  | 65  | 24 сентября 2017 — 30 мая 2024    | 24 сентября 2017 — 30 мая 2024    | CBS All Access Paramount+ |
| Короткие путешествия     | 2   | 10  | 10  | 4 октября 2018 — 9 января 2020    | 4 октября 2018 — 9 января 2020    | CBS All Access Paramount+ |
| Пикар                    | 3   | 30  | 30  | 23 января 2020 — 20 апреля 2023   | 23 января 2020 — 20 апреля 2023   | CBS All Access Paramount+ |
| Нижние палубы            | 5   | 50  | 50  | 6 августа 2020 — 19 декабря 2024  | 6 августа 2020 — 19 декабря 2024  | CBS All Access Paramount+ |
| Протозвезда              | 2   | 40  | 40  | 28 октября 2021 — 1 июля 2024     | 28 октября 2021 — 1 июля 2024     | Paramount+ / Netflix      |
| Странные новые миры      | 3   | 22  | 22  | 5 мая 2022 — н. в.                | 5 мая 2022 — н. в.                | Paramount+                |
| Будущие                  |     |     |     |                                   |                                   |                           |
| Академия Звёздного флота | TBA | TBA | TBA | 2025 или 2026                     | 2025 или 2026                     | Paramount+                |

### Оригинальный сериал (1966—1969)

Логотип «Оригинального сериала»

Действие шоу «Звёздный путь: Оригинальный сериал» (англ. Star Trek: The Original Series, TOS) происходит во второй половине XXIII века (2264—2269 годы) и повествует о пятилетней научно-исследовательской миссии звездолёта Объединённой федерации планет «Энтерпрайз NCC-1701». Девиз героев корабля, повторяемый в начале каждой серии как эпиграф: «Космос. Последний рубеж. Это путешествие корабля Энтерпрайз. 5 лет исследования неизвестных новых миров, поиска новой жизни и новых цивилизаций. Смело идти туда, куда не ступала нога человека». Главные действующие лица в «Оригинальном сериале»: Уильям Шетнер в роли капитана Джеймса Кирка, Леонард Нимой в роли Спока, ДеФорест Келли в роли доктора Леонарда «Боунс» Маккоя, Джеймс Духан, как главный инженер Монтгомери «Скотти» Скотт, Нишель Николс, как офицер по связи Ухура, Джордж Такеи, как Хикару Сулу и Уолтер Кёниг, как Павел Чехов.
Сериал «Звёздный путь» создан Джином Родденберри и впервые вышел в эфир 8 сентября 1966 года на канале NBC. Шоу не имело собственного названия в отличие от других фильмов медиафраншизы и вошло в историю как «Звёздный путь: Оригинальный сериал» (англ. Star Trek: The Original Series, TOS) или «Классический путь» (англ. Classic Trek, CT). Проект просуществовал три сезона, за это время вышло 79 эпизодов. «Оригинальный сериал» получил несколько номинаций на премию Хьюго за лучшую постановку и дважды выиграл: с двумя частями эпизода «Зверинец» (англ. The Menagerie) и эпизодом «Город на краю вечности» (англ. «The City on the Edge of Forever»). Телеканал NBC отменил шоу после трёх сезонов, несмотря на петиции о продлении сериала, подписанные студентами Калифорнийского технологического института и номинантами премии Хьюго (что говорило о его популярности среди поклонников научной фантастики и технических студентов, несмотря на низкие рейтинги Нильсена). Последний оригинальный эпизод вышел в эфир 3 июня 1969 года.
В сентябре 2006 года «Оригинальный сериал» был переиздан в высоком качестве и с новыми компьютерными спецэффектами.

### Анимационный сериал (1973—1974)

Логотип «Анимационного сериала»

«Звёздный путь: Анимационный сериал» (англ. Star Trek: The Animated Series, TAS) — мультипликационный фильм, созданный Filmation по мотивам «Оригинального сериала». В 1973 и 1974 годах вышло два сезона (22 получасовых эпизодa). Для озвучивания персонажей были приглашены все актёры «Оригинального сериала», за исключением Уолтера Кёнига. К работе над сценарием подключились известные зарубежные фантасты того времени Д. С. Фонтана, Дэвид Герролд и Пол Шнейдер. Благодаря возможностям анимации (в сравнении с низким уровнем спецэффектов в фильмах того времени) авторам удалось создать более экзотические инопланетные ландшафты и формы жизни. Ошибки в интерпретации некоторых событий подмочили репутацию мультсериала. Джин Родденберри говорил, что каноническим является «Оригинальный сериал», а «Анимационный сериал» не является каноном «Звёздного пути». Некоторые интерпретации «Анимационного сериала» использовались в дальнейшем в художественных фильмах и играх. По состоянию на 2007 года TAS вошёл в официальный канон и упомянут на официальном сайте Startrek.com как главный канон.
Первоначально мультипликационный сериал выходил под названием «Анимационные приключения Звёздного пути Джина Родденберри» (англ. The Animated Adventures of Gene Roddenberry’s Star Trek), но позднее был официально переименован и вошёл в историю как «Звёздный путь: Анимационный сериал» (англ. Star Trek: The Animated Series, TAS). В 1975 году мультсериал получил первую премию Эмми для «Звёздного пути» в номинации «Детский сериал». Впоследствии помимо Filmation программа была показана по детской кабельной сети Nickelodeon (в середине 1980-х годов) и научно-фантастическом канале Sci-Fi Channel (в начале 1990-х). Полное собрание мультсериала было также выпущено на лазерном диске в 1980-е годы. На видеокассетах полная версия в одиннадцати томах впервые была выпущена в США в 1989 году, на DVD — в 2006 году.

### Следующее поколение (1987—1994)

Логотип «Следующего поколения»

«Звёздный путь: Следующее поколение» (англ. Star Trek: The Next Generation, TNG) был создан Джином Родденберри в 1987 году и после его смерти в 1991 году, продолжен Риком Берманом. Премьера состоялась 28 сентября 1987 года и шла в течение семи сезонов (178 серий). «Следующее поколение» стал самым популярным сериалом за всю историю «Звёздного пути» и поднялся на первые строчки телевизионных рейтингов, а также был номинирован на премию «Эмми» за «лучший драматический сериал» в 1994 году, победил в премии «Хьюго» за лучшую постановку в 1993 и 1995 годах и получил премию Пибоди за серию «Большой гуд-бай» (англ. The Big Goodbye). Годы показа шоу поклонники справедливо считают «золотыми годами» «Звёздного пути», благодаря чему он стал плацдармом для других сериалов франшизы «Глубокий Космос 9» и «Вояджер».
Действие сериала разворачивается в XXIV веке (2364—2370 годы), примерно через век после событий «Оригинального сериала». В нём повествуется о приключениях нового корабля Федерации «Энтерпрайз NCC-1701-D» (англ. USS Enterprise NCC-1701-D) под командованием капитанa Жан-Люка Пикара (актёр Патрик Стюарт) и коммандера Уильяма Райкера (актёр Джонатан Фрейкс). В команде служат представители новых инопланетных рас: наполовину бетазоид советник Диана Трой (актриса Марина Сиртис) и первый клингонский офицер Звёздного флота Ворф (актёр Майкл Дорн), а также доктор Беверли Крашер (актриса Гейтс Макфадден), главный инженер Джорди Ла Форж (актёр Левар Бертон), андроид Дейта (актёр Брент Спайнер) и сын доктора Крашер Уэсли Крашер (актёр Уил Уитон).

### Глубокий космос 9 (1993—1999)

Логотип «Глубокого космоса 9»

«Звёздный путь: Глубокий космос 9» (иначе — «Дальний космос 9»; англ. Star Trek: Deep Space Nine DS9) создан в 1993 году Риком Берманом и Майклом Пиллером. Проект дебютировал 3 января 1993 года и содержит семь сезонов (176 эпизодов). Как и «Звёздный путь: Следующее поколение», он вышел в эфир в синдикации в США и Канаде. Споры о том, насколько «Глубокий космос 9» соответствует духу «Звёздного пути» времён Родденберри, ведутся среди поклонников до сих пор.
Действие сериала происходит в 2369—2375 годах на борту космической станции «Глубокий космос 9», находящейся на орбите планеты Баджор, параллельно и сразу после времени действия «Следующего поколения». Космическая станция расположена вблизи пространственной аномалии — червоточины, соединяющей Альфа и Гамма-квадрант Галактики. Именно из-за этого факта станция фактически оказывается на передовой линии начавшегося конфликта между жителями обоих квадрантов. Шоу начинается после жестокой кардассианской оккупации планеты Баджор. Освобождённый баджорский народ передал станцию Объединённой федерации планет, чтобы те помогли запустить её после оккупации кардассианцев, рядом с планетой Баджор. После того, как Федерация берёт на себя управление станцией, главные герои шоу обнаруживают уникальную стабильную червоточину, которая обеспечивает непосредственный доступ к дальнему гамма Квадранту, делая планету Баджор и станцию одними из самых стратегически важных мест в галактике. Экипаж «Глубокого космоса 9» возглавляют землянин командир Бенджамин Сиско (актёр Эвери Брукс) и баджорка майор Кира Нерис (актриса Нана Визитор).
В проекте принимают участие несколько персонажей, участвовавших в событиях «Следующего поколения». «Глубокий Космос 9» стоит особняком от предыдущих сериалов, так как конфликт внутри экипажа и религиозные темы — элементы, которые критики и зрители хвалили, но Родденберри запретил в «Оригинальном сериале» и «Следующем поколении». Тем не менее, он был проинформирован об этих особенностях перед смертью, что делает его последним сериалом Джина Родденберри.

### Вояджер (1995—2001)

Логотип «Вояджера»

«Звёздный путь: Во́яджер» (англ. Star Trek: Voyager, VOY) создан Риком Берманом, Майклом Пиллером и Джери Тейлор. Шоу выходило в эфир по новой телевизионной сети Paramount UPN с 16 января 1995 года по 23 мая 2001 года в течение семи сезонов (172 эпизодa).
Действие сериала разворачивается в 2371—2377 годах, примерно в то же время, что и «Глубокий Космос 9». Во главе экипажа впервые во франшизе «Звёздный путь» женщина-офицер в главной роли, капитан Кэтрин Джейнвэй (актриса Кейт Малгрю), и коммандер Чакотай (актёр Роберт Бельтран). В первой серии экипаж звездолёта Федерации «USS Вояджер NCC-74656» (англ. USS Voyager) преследует корабль террористической группы Маки. Оба корабля по воле некоего могущественного существа оказываются в Дельта-квадранте на расстоянии около 70 000 световых лет от Земли, без связи и с перспективой потратить на обратный путь 70—75 лет (на максимальной скорости). Объединённая команда должна научиться работать вместе, чтобы преодолеть трудности в долгом и опасном путешествии домой, на территорию Объединённой федерации планет. Как и в «Глубоком Космосе 9», в начале первого сезона возникает конфликт из-за трений между «по-книжному» флотским экипажем и бунтарями Маки, вынужденными в силу обстоятельств работать вместе на «Вояджере». В конце концов разногласия улаживаются, после чего общий тон становится более напоминающим «Оригинальный сериал». Звездолёт «Вояджер», изолированный от своего дома, сталкивается как с новыми, так и с уже известными в Альфа-Квадранте расами: Борг, Q, ференги, ромуланцы, клингоны, кардассианцы. Авторам удалось реализовать новые идеи относительно инопланетных цивилизаций и дальнего космоса в лучших традициях «Звёздного пути».

### Энтерпрайз (2001—2005)

Логотип «Энтерпрайза»

«Звёздный путь: Энтерпра́йз» (англ. Star Trek: Enterprise, ENT) является приквелом к «Оригинальному сериалу». Действие переносит зрителя в самое начало освоения человечеством космических просторов Вселенной — в 2151 год, за 100 лет до событий «Оригинального сериала», через 90 лет после первого варп-полёта Зефрама Кокрэйна и за десять лет до основания Федерации. Человечество, совсем недавно преодолевшее сверхсветовой барьер, строит первые космические корабли, летающие со сверхсветовой скоростью, и вступает в первые контакты с другими расами, населявшими космическое пространство. Корабль «Энтерпрайз NX-01» — самый новый и совершенный звездолёт человечества с мощностью двигателя Варп-5, под командованием капитана Джонатана Арчера (актёр Скотт Бакула), и вулканки субкоммандера Т’Пол (актриса Джолин Блэлок). Ему предстоит совершить первые полёты в «глубокий космос», сделать новые открытия, испытать новые технологии и наладить контакты с новыми формами жизни. В первых двух сезонах «Энтерпрайз» был похож на «Оригинальный сериал», «Следующее поколение» и «Вояджер». Третий сезон состоял из одной линии «Война с зинди», имеющей более мрачный сюжет, и по духу больше похож на «Глубокий космос 9». Четвёртый сезон состоял из нескольких мини-линий, состоящих из двух-трёх эпизодов. В последнем сезоне показаны истоки того, что происходило в предыдущих сериях и были исправлены некоторые проблемы, появившиеся в других сериалах «Звёздного пути».
Проект, созданный Риком Берманом и Брэнноном Брагой (четвёртый сезон продюсировал Мэнни Кото), выходил на экраны с 26 сентября 2001 года по 13 мая 2005 года в течение четырёх сезонов (94 эпизодa). Первые, пилотные, серии «Энтерпрайза» получили высокий рейтинг, который, впрочем, стремительно упал ещё до конца первого сезона, и лишь массовая поддержка фанатов «Звёздного пути» позволила выйти на экран второму и третьему сезону. Снятый Мэнни Кото четвёртый сезон, по словам фанатов и критиков, «раскрыл весь потенциал» сериала. Однако его рейтинг продолжал падать, и в 2005 году Paramount сняла шоу из эфира.

### Дискавери (2017—2024)

Логотип «Дискавери»

«Звёздный путь: Дискавери» (англ. Star Trek: Discovery, DSC), является приквелом, сюжетная линия которого разворачивается за 10 лет до событий «Оригинального сериала». Экипаж корабля «Дискавери NCC-1031» отправляется в путешествие, чтобы изучать глубокий космос, открывая новые миры и цивилизации, во главе с капитаном Габриэлем Лорка (актёр Джейсон Айзекс), и капитан-лейтенантом Майкл Бёрнем (актриса Сонэкуа Мартин-Грин), при этом Бёрнем является главным персонажем сериала. Это первый «Звёздный путь» с первым офицером в главной роли. В первом сезоне клингон Т’Кувма пытается объединить 24 великих Клингонских дома, что приводит к войне между ними и Объединённой федерацией планет, в которой участвует экипаж «Дискавери». Второй сезон посвящён расследованию деятельности таинственной сущности, известной как «Красный ангел». В конце второго сезона «Дискавери» отправляется в XXXII век, который является местом действия последующих сезонов.
Премьера состоялась 24 сентября 2017 года в Соединённых Штатах и Канаде на канале CBS. Netflix, участвовавший в финансировании проекта, транслировал сериал за пределами США. Автором проекта стал Алекс Куртцман, работавший над фильмами «Звёздный путь» и «Стартрек: Возмездие» в качестве сценариста и продюсера. Брайан Фуллер вошёл в проект в качестве исполнительного продюсера. Он известен как сценарист других сериалов во вселенной «Звёздный путь» — «Звёздный путь: Глубокий космос 9» 1993—1999, «Звёздный путь: Во́яджер» 1995—2001. Хезер Кадин присоединилась к проекту в качестве продюсера (известна по работе над сериалом «Сонная лощина»). Вместе с ними в шоу пришёл Николас Мейер в качестве сценариста. Он является режиссёром и сценаристом трёх фильмов из серии «Звёздный путь»: Звёздный путь II: Гнев Хана (1982), Звёздный путь IV: Путешествие домой (1986), Звёздный путь VI: Неоткрытая страна (1991). Последний эпизод второго сезона вышел на экраны 18 апреля 2019 года. Четвёртый сезон из 13 серий выходил на Paramount+ с ноября 2021 по март 2022 года. В январе 2022 года был заказан пятый и последний сезон из 10 серий, который выходил с 4 апреля по 30 мая 2024 года.

### Короткие путешествия (2018—2020)

Логотип «Коротких путешествий»

Звёздный путь: Короткие путешествия (англ. Star Trek: Short Treks, SHO) — веб-сериал потокового сервиса CBS All Access, созданный Алексом Куртцманом и Брайаном Фуллером. Представляет собой антологию короткометражных фильмов (по 10—20 минут), которые в основном рассказывают о персонажах сериала «Звёздный путь: Дискавери». Первые четыре эпизода вышли в эфир с октября 2018 по январь 2019 года, между первым и вторым сезонами «Дискавери». Второй сезон короткометражек появился в эфире с октября 2019 по январь 2020 года, между вторым сезоном «Дискавери» и первым сезоном сериала «Звёздный путь: Пикар».

### Пикар (2020—2023)

Логотип «Пикар»

Звёздный путь: Пикар (англ. Star Trek: Picard, PIC) — в сериале Патрик Стюарт вернулся к роли Жан-Люка Пикара. События происходят в XXIV веке, 26 лет спустя после окончания «Следующего поколения» и 18 лет спустя после «Возмездия». Отправленный в отставку Пикар глубоко переживает смерть Дейты, а также разрушение планеты Ромулус в фильме «Звёздный путь» 2009 года. На частном звездолёте Сирена Пикар с командой отправляется на поиски ответов на вопросы.
Сериал создаётся для CBS All Access исполнительным продюсером Алексом Курцманом. Патрик Стюарт так же является исполнительным продюсером. Премьера первого сезона сериала из 10 серий состоялась 23 января 2020 года. Премьера 2 сезона состоялась 3 марта 2022 года, а премьера третьего и последнего сезона состаялась 16 февраля 2023 года. По подсчётам CBS All Access в январе 2020 года «Пикар» побил рекорд по количеству подписчиков за первый месяц, опередив «Звёздный путь: Дискавери». Актёрский состав и съёмочная группа выразили заинтересованность в дополнительном выпуске или продолжении сериала после третьего сезона.

### Нижние палубы (2020—2024)

Логотип «Нижних палуб»

«Звёздный путь: Нижние палубы» (англ. Star Trek: Lower Decks, LOW) — двухсезонный получасовой анимационный сериал для взрослых, который анонсировал 25 октября 2018 года CBS All Access, созданный Майком МакМаханом, главным сценаристом и исполнительным продюсером «Рика и Морти». Он сосредоточен на команде поддержки, «одной из наименее важных групп на корабле Звёздного Флота».
Премьера первого сезона состоялась на канале CBS All Access (позже переименованном в Paramount+) 6 августа 2020 года, первый сезон из 10 серий и продолжался до октября 2020 года. Второй сезон был выпущен на Paramount + с августа по октябрь 2021 года, а премьера третьего сезона состоялась в августе 2022 года. Четвёртый сезон вышел в 2023 году. Премьера пятого и последнего сезона состоялась в 2024 году. Сериал получил в целом положительные отзывы критиков, а также несколько наград, включая номинацию на премию «Эмми» в прайм-тайм.

### Протозвезда (2021—2024)

Логотип «Протозвезды»

«Звёздный путь: Протозвезда» (англ. Star Trek: Prodigy, PRO) — детский анимационный сериал телеканала Nickelodeon, производством которого они занимаются вместе с CBS. Сериал рассказывает о группе молодых инопланетян, которые используют заброшенный звездолёт в поисках приключений. Премьера состоялась 28 октября 2021 года. Первый сезон из 20 серий продолжался  до 29 декабря 2022 года. Второй и последний сезон вышел 1 июля 2024 года на Netflix.

### Странные новые миры (2022—н.в.)

Логотип «Странных новых миров»

«Звёздный путь: Странные новые миры» (англ. Star Trek: Strange New Worlds, SNW) — сериал анонсирован в мае 2020 года, в нём Итан Пек, Энсон Маунт и Ребекка Ромейн вернутся к ролям Спока, капитана Пайка и первой помощницы. Съёмки сериала начались на канале CBS Stages Canada в Миссиссоге, провинция Онтарио, в феврале 2021 года и должны закончиться в июле. Премьера состоялась на Paramount+ 5 мая 2022 года. Второй сезон вышел 15 июня 2023 года. Премьера третьего сезона состоится 17 июля 2025 года. Четвёртый сезон находится в производстве.

### Академия Звёздного флота (2025/26—н.в.)

Логотип «Академии Звёздного флота»

В июне 2018 года было объявлено, что в разработке находится сериал Стефани Сэвадж и Джоша Шварца, действие которого разворачивается в Академии Звёздного флота и рассчитан на более молодую аудиторию. В феврале 2022 года сериал перешёл под руководство Гайа Виоло, и было сказано, что это будет следующий проект после «Секции 31». В марте 2023 года сериал получил зелёный свет от Paramount+. Производство началось в августе 2024 года. Алекс Курцман и Нога Ландау выступают в качестве шоураннеров, а Виоло в качестве исполнительного продюсера. Холли Хантер будет играть главную роль, а Пол Джаматти второстепенную. В июле 2024 года, во время выступления на 58-м San Diego Comic-Con, Курцман и Ландау объявили, что к актёрскому составу, в роли кадетов Звездного флота, присоединились Керрис Брукс, Карим Даян, Джордж Хоукинс, Белла Шепард и Зои Стейнер. Сериал был продлён на второй сезон.

## Художественные фильмы

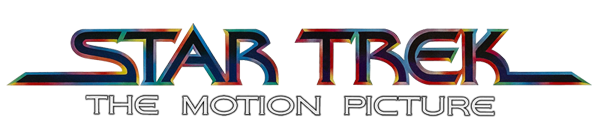
Логотип первого фильма

Логотип серии фильмов Временной линии Кельвина

На сегодняшний день снято 13 полнометражных фильмов. Шесть из них связаны с «Оригинальным сериалом», три — со «Следующим поколением», а один («Звёздный путь: Поколения») представляет собой связующее звено между «Оригинальным сериалом» и «Следующим поколением». В нём участвуют герои как «Оригинального сериала», так и «Следующего поколения». Действие ещё трёх фильмов, снятых в ходе перезапуска серии с новыми актёрами, происходит в альтернативной временной линии. Было объявлено о выходе четвёртого фильма в рамках перезапуска франшизы, но в дальнейшем производство фильма было приостановлено. В сентябре 2020 года Paramount подтвердили, что не отменяли находящиеся в разработке фильмы «Звёздного пути». В июле 2021 года на должность режиссёра будущего фильма был назначен Мэтт Шекман. Изначально фильм должен был выйти 9 июня 2023 года, но позже был перенесён на 22 декабря 2023 года.
Весной 2023 года был анонсирован фильм, спин-офф сериала Звёздный путь: Дискавери, Звёздный путь: Секция 31. Режиссёром был назначен Олатунде Осунсанми, а сценарий напишет Крэйг Суини. К роли Филиппа Джорджиу вернётся Мишель Йео. Ожидается, что съёмки начнутся в конце 2023 года. Релиз фильма состоится на стриминговом сервисе Paramount+.

### Основная временная линия
| Год                 | Название на русском                | Название на английском                 | Режиссёр            |
| Оригинальный сериал | Оригинальный сериал                | Оригинальный сериал                    | Оригинальный сериал |
| ------------------- | ---------------------------------- | -------------------------------------- | ------------------- |
| 1979                | Звёздный путь: Фильм               | Star Trek: The Motion Picture          | Роберт Уайз         |
| 1982                | Звёздный путь 2: Гнев Хана         | Star Trek II: The Wrath of Khan        | Николас Мейер       |
| 1984                | Звёздный путь 3: В поисках Спока   | Star Trek III: The Search for Spock    | Леонард Нимой       |
| 1986                | Звёздный путь 4: Дорога домой      | Star Trek IV: The Voyage Home          | Леонард Нимой       |
| 1989                | Звёздный путь 5: Последний рубеж   | Star Trek V: The Final Frontier        | Уильям Шетнер       |
| 1991                | Звёздный путь 6: Неоткрытая страна | Star Trek VI: The Undiscovered Country | Николас Мейер       |
| Следующее поколение |                                    |                                        |                     |
| 1994                | Звёздный путь: Поколения           | Star Trek: Generations                 | Дэвид Карсон        |
| 1996                | Звёздный путь: Первый контакт      | Star Trek: First Contact               | Джонатан Фрэйкс     |
| 1998                | Звёздный путь: Восстание           | Star Trek: Insurrection                | Джонатан Фрэйкс     |
| 2002                | Звёздный путь: Возмездие           | Star Trek: Nemesis                     | Стюарт Бэрд         |
| Телефильмы          |                                    |                                        |                     |
| 2025                | Звёздный путь: Секция 31           | Star Trek: Section 31                  | Олатунде Осунсанми  |

### Временная линия Кельвина
| Год  | Название на русском     | Название на английском  | Режиссёр         |
| ---- | ----------------------- | ----------------------- | ---------------- |
| 2009 | Звёздный путь           | Star Trek               | Джей Джей Абрамс |
| 2013 | Стартрек: Возмездие     | Star Trek Into Darkness | Джей Джей Абрамс |
| 2016 | Стартрек: Бесконечность | Star Trek Beyond        | Джастин Лин      |

### Фильмы в разработке
Хотя первоначально сообщалось, что съёмки приостановлены, в сентябре 2020 года Paramount подтвердила, что они не отменили ни один из фильмов «Звёздный путь», которые в настоящее время находятся в разработке. Сюда входят фильм Тарантино, «Звездный путь 4» с актёрским составом «Хронологии Кельвина» и фильм Ноа Хоули.
- Фильм Марка Л. Смита без названия: в декабре 2017 года было объявлено, что фильм «Звёздный путь» с рейтингом для взрослых находится в разработке по сценарию, написанному Марком Л. Смитом на основе оригинального сюжета Квентина Тарантино и Джей Джей Абрамса. Хотя студия уговаривала Тарантино стать режиссёром, он решил отказаться от проекта[141]. Действие сюжета происходит в основном на Земле в 1930-е годы в обстановке гангстеров и основано на эпизоде из «Звёздный путь: Оригинальный сериал»[142]. Студия открыта для адаптации сценария с другим режиссёром[143].
- «Звёздный путь 4»: станет четвёртым фильмом в серии «Звёздный путь Кельвина» и 14-м фильмом в целом. В апреле 2018 года было объявлено, что четвёртый фильм в «Хронологии Кельвина» находится в разработке, режиссёром которого нанят С. Дж. Кларксон. Сценарий, написанный в соавторстве с Джей Ди Пэйном и Патриком Маккеем, сосредоточен на капитане Кирке и его покойном отце Джордже Кирке[144]. Реализация проекта была отложена из-за не согласованности в расписании, и потребовалась дополнительная работа над сценарием. В июле 2021 года было объявлено, что режиссёром следующего фильма станет Мэтт Шекман по сценарию Линдси Бир и Женевы Робертсон-Дворет. В феврале 2022 года на мероприятии Paramount Global Investors' Day было официально объявлено, что производство «Звёздного пути 4» начнется весной 2022 года. Главный актёрский состав ведёт переговоры о возвращении к своим ролям. Джош Фридман и Кэмерон Сквайрс были наняты, чтобы переписать предыдущий вариант сценария. Проект будет представлять собой совместное производство Paramount Pictures и Bad Robot Productions, продюсерами которого станут Джей Джей Абрамс и Линдси Вебер[145][146]. В январе 2024 года было подтверждено, что фильм продолжает находиться в разработке и планируется, что он станет последней частью «Хронологии Кельвина»[147].
- Фильм Ноа Хоули без названия: в ноябре 2019 года было объявлено, что в разработке находится ещё один фильм, и Ной Хоули подписался на проект в качестве сценариста/режиссёра[148]. По состоянию на август 2020 года работы были приостановлены, пока руководители студии решают, какой проект получит зелёный свет первым[149].
- Фильм Калинды Васкес без названия: в марте 2021 года было объявлено, что в разработке находится ещё один фильм. Сценаристом выступит Калинда Васкес, ранее работавшая над «Звёздным путём: Дискавери». Проект будет представлять собой совместное производство Paramount Pictures и Bad Robot Productions, продюсером которого будет Джей Джей Абрамс[150].
- Безымянный кинопроект Николаса Мейера: в марте 2021 года Николас Мейер объявил, что он и Стивен Чарльз-Джаффе написали обработку к фильму «Звёздный путь», действие которого происходит между «Кинофильмом» и «Гневом Хана». В прошлом году дуэт предложил проект Алексу Курцману, Джей Джей Абрамсу и Эмме Уоттс из Paramount Pictures[151].
- «Секция 31»: в апреле 2023 года был анонсирован фильм режиссёра Олатунде Осунсанми по сценарию Крейга Суини. В «Звёздном пути: Секция 31» Мишель Йео сыграет роль императора Филиппы Георгиу, роль, которую она играла в первых трёх сезонах «Дискавери». В фильме Георгиу присоединяется к 31-й секции Звёздного Флота. Первоначально разработка проекта началась как телесериал в 2017 году. Ожидается, что съёмки «Секции 31» начнутся позднее в 2023 году и будут выпущены на потоковом сервисе Paramount+[140]. Студия также заявила, что намерена выпускать новый фильм «Звёздный путь» на Paramount+ каждые два года в рамках расширения вселенной «Звёздного пути»[152].
- Фильм-приквел «Хронология Кельвина» без названия: в январе 2024 года было объявлено, что в разработке находится «история происхождения» и фильм-приквел из серии фильмов «Хронология Кельвина». Режиссёром станет Тоби Хейнс, сценарий напишут Сет Грэм-Смит, а продюсирует Джей Джей Абрамс. Проект будет совместным производством Bad Robot Productions и Paramount Pictures[147].

## Сериалы и фильмы «Звёздного пути» в хронологическом порядке событий
Хронологический порядок событий во вселенной «Звёздного пути» отличается от порядка выхода на экран фильмов и сериалов. Определение хронологии усложняется тем, что в некоторых фильмах и сериях герои путешествуют во времени. По сюжету фильма «Звёздный путь (2009)» образовалась альтернативная временная линия, которую выделяют отдельно, а основная временная линия стала именоваться «прайм-реальностью» (prime reality). Ниже приведён список фильмов и сериалов согласно хронологии развития событий.
Оригинальная временная линия:
1. Звёздный путь 4: Дорога домой (путешествие во времени в 1986 год);
2. Звёздный путь: Пикар (сезон 2, путешествие во времени в 2024 год);
3. Звёздный путь: Первый контакт (путешествие во времени в 2063 год);
4. Звёздный путь: Энтерпрайз (1-4 сезоны, 2151—2155);
5. Звёздный путь: Короткие путешествия (сезон 2, эпизод 5 «Девушка, которая сделала звёзды», 2230-е годы);
6. Звёздный путь: Короткие путешествия (сезон 1, эпизод 3 «Самая яркая звезда», 2239);
7. Звёздный путь: Короткие путешествия (сезон 2, эпизод 1 «Вопросы и ответы», 2254);
8. Звёздный путь: Оригинальный сериал (первый пилотный эпизод «Клетка», 2254);
9. Звёздный путь: Дискавери (1 сезон, 2256—2257);
10. Звёздный путь: Короткие путешествия (сезон 1, эпизод 1 «Беглянка», 2257);
11. Звёздный путь: Короткие путешествия (сезон 1, эпизод 4 «Мастер побега», 2250-е годы);
12. Звёздный путь: Дискавери (2 сезон, 2257—2258);
13. Звёздный путь: Короткие путешествия (сезон 2, эпизод 2 «Проблема с Эдвардом», сезон 2, эпизод 3 «Не спрашивай» — конец 2250-х — начало 2260-х годов);
14. Звёздный путь: Странные новые миры (1-3 сезоны, 2259—2261);
15. Звёздный путь: Оригинальный сериал (1-3 сезоны, 2265—2269);
16. Звёздный путь: Анимационный сериал (1-2 сезоны, 2269—2270);
17. Звёздный путь: Короткие путешествия (сезон 2, эпизод 4 «Ефрем и Дот», 2267—2285);
18. Звёздный путь: Фильм (2273);
19. Звёздный путь 2: Гнев Хана (2285);
20. Звёздный путь 3: В поисках Спока (2285);
21. Звёздный путь 4: Дорога домой (начало и конец фильма, 2286);
22. Звёздный путь 5: Последний рубеж (2287);
23. Звёздный путь 6: Неоткрытая страна (2293);
24. Звёздный путь: Поколения (начало фильма, 2293);
25. Звёздный путь: Секция 31 (2324);
26. Звёздный путь: Следующее поколение (1-7 сезоны, 2364—2370);
27. Звёздный путь: Глубокий космос 9 (1-7 сезоны, 2369—2375);
28. Звёздный путь: Поколения (основная часть, 2371);
29. Звёздный путь: Вояджер (1-7 сезоны, 2371—2378);
30. Звёздный путь: Первый контакт (начало и конец фильма, 2373);
31. Звёздный путь: Восстание (2375);
32. Звёздный путь: Возмездие (2379);
33. Звёздный путь: Нижние палубы (1-5 сезоны, 2380—2382);
34. Звёздный путь: Протозвезда (1-2 сезоны, 2383—2385);
35. Звёздный путь: Короткие путешествия (сезон 2, эпизод 6 «Дети Марса», 2385);
36. Звёздный путь: Пикар (сезон 1, 2399);
37. Звёздный путь: Пикар (сезон 2, начало и конец сезона; сезон 3, 2401—2402);
38. Звёздный путь: Протозвезда (сезон 2, путешествие во времени в 2436 год);
39. Звёздный путь: Дискавери (3-5 сезоны, 3188—3191; эпилог — XXXIII век);
40. Звёздный путь: Короткие путешествия (сезон 1, эпизод 2 «Калипсо» — XLIII век);
41. Звёздный путь: Нижние палубы (сезон 1, конец эпизода 3 «Временной указ» — далёкое будущее).

Временная линия Кельвина:
1. Звёздный путь (начало фильма, 2233, основная часть, 2258—2259);
2. Стартрек: Возмездие (2259—2260);
3. Стартрек: Бесконечность (2263);
4. Звёздный путь (предыстория фильма, 2387).

## Другая продукция
Многие лицензионные продукты основаны на франшизе «Звёздный путь». Мерчендайзинг — это очень прибыльно для студии и актёров, например Леонард Нимой к 1986 году заработал более $500 000 в виде роялти. Продукция включает романы, комиксы, видеоигры, и другие материалы, которые обычно не считаются каноном. В 2002 году Paramount заработал на подобной продукции $4 миллиарда.

### Очень короткие путешествия (2023)
«Звёздный путь: Очень короткие путешествия» (англ. Star Trek: Very Short Treks) — это серия рекламных короткометражек, в которых зрители увидили многих любимчиков из вселенной «Звездного пути». Так, в озвучании участвовали Джонатан Фрейкс (Уилл Райкер), Даг Джонс (Сару), Армин Шимерман (Кварк), Итан Пек (Спок), Гейтс МакФэдден (Беверли Крашер) и многие другие.
За создание нового шоу отвечал Каспер Келли, до этого работавший над сериалом «Звёздный путь: Короткие путешествия». Шоу выходило на сайте startrek.com и Youtube с 8 сентября по 10 октября 2023 года.и состоит из пяти эпизодов.

### Книги
Вселенная «Звёздного пути» стала отличной основой для литературных произведений. Начиная с 1967 года известные и не очень фантасты издали сотни оригинальных романов по мотивам «Звёздного пути», а также множество новелл и рассказов адаптированных для телевидения и кино. Первый оригинальный роман «Миссия для Горация» американского писателя-фантаста Мака Рейнольдса в твёрдом переплёте был опубликован издательством Whitman Publishing в 1968 году. В 1970 году другой американский писатель-фантаст Джеймс Блиш написал первый оригинальный «Стар трек»-роман «Спок должен умереть!», опубликованный издательством Bantam Books.
Плодовитыми «Звёздный путь»-романистами являются: Питер Дэвид, Дайан Кэри, Китом ДеКандидо, Дж. м. Диллард, Дайана Дуэйн, Майкл Ян Фридман, и Юдит и Гарфилд Ривз-Стивенс. Несколько актёров из телесериала также написали самостоятельно или в соавторстве книги с участием соответствующих персонажей: Уильям Шетнер, Джон де Ланси, Эндрю Робинсон, Джон Гарман Герцлер и Армин Шимерман. Продюсер «Вояджера» Джери Тейлор написала два романа с участием героев «Вояджера». Сценаристы Дэвид Герролд, Дороти Кэтрин, Д. С. Фонтана и Мелинда Снодграсс также написали книги.
В научной книге, выпущенной издательством «Springer Science+Business Media» в 2014 году, рассматривается возможность существования в будущем «Голопалубы» «Звёздного пути» за счёт широкого использования искусственного интеллекта и киборгов.

### Комиксы
Комиксы на основе проекта «Звёздный путь» издаются постоянно начиная с 1967 года. Их предлагают многие компании, в том числе Marvel Comics, DC Comics, Malibu Comics, WildStorm и Gold key. Японское издательство Tokyopop выпустило антологию в стиле японских манга, сделанных на основе историй «Следующего поколения». В 2006 году американское издательство IDW Publishing получило издательские права на комиксы по вселенной Звёздного Пути и опубликовало приквел к художественному фильму 2009 года «Звёздный путь: Обратный отсчёт». В 2012—2013 годах они переиздали классическую серию газетных комиксов «Star Trek Comic Strip» с рисунками Томаса Воркентина в виде двухтомника «Star Trek: The Newspaper Comics».
В сентябре 2019 года CBS анонсировала новый трёхтомный комикс под названием «Star Trek: Picard-Countdown», который вышел в издательстве IDW Publishing. Написанный Майком Джонсоном и Пикардом, курирующим продюсера Кирстен Бейер, комикс разворачивается в 2385 году и изображает действия адмирала Пикара во время эвакуации Ромула

### Игры
По мотивам «Звёздного пути» вышло множество настольных, карточных и компьютерных игр. Первая настольная игра появилась в 1967 году, а в 1971 году, задолго до начала массового распространения домашних настольных персональных компьютеров и за шесть лет до выхода фильма «Звёздные войны», Майк Мейфилд написал текстовую игру «Star Trek» на BASIC. С тех пор за более чем 35 лет вышло около 50 компьютерных игр по мотивам «Звёздного пути».
Видеоигры серии включают в себя «Звёздный путь: наследие» и «Звёздный путь: завоевание». Cryptic Studios разработала MMORPG по мотивам «Звёздного пути» под названием «Star Trek Online»(опубликована Perfect World Entertainment). События в игре разворачиваются в вселенной «Следующего поколения» через 30 лет после событий «Звёздный путь: Возмездие». Одна из последних видеоигр появилась в 2013 году по мотивам фильмов Джей Джей Абрамса и называется «Star Trek».
В 2010 году Wiz Kids, собственником которого является NECA, объявил о разработке серии коллекционных фигурок «Звёздный путь» для настольной игровой системы HeroClix. В настоящий момент доступны для приобретения две серии фигурок — Away Team и Tactics IV, пришедшая на смену предыдущим сериям Tactics.

### Журналы
«Звёздный путь» прямо или косвенно привёл к созданию целого ряда журналов, которые ориентированы на любителей научной фантастики, а иногда на прямую на фанатов «Звёздного пути». В 1976 году начал выходить журнал «Starlog», который изначально писал об актёрах сериала, но потом расширил свои рамки в тематике «Звёздного пути».
С 1995 года выходит ежеквартальный журнал «Star Trek Magazine», который распространяется в газетных киосках, а также через подписку в Соединённом Королевстве, Ирландии, Австралии, Новой Зеландии и США. В журнале представлены новости, интервью и комментарии, обзоры официальных СМИ, книг и компьютерных игр, охватывающие все сериалы, мультсериал и художественные фильмы «Звёздного пути». С 1999 по 2003 годы выходил ежемесячный журнал «Star Trek: The Magazine» выпускавшийся фанатами сериала.

## Культурное влияние

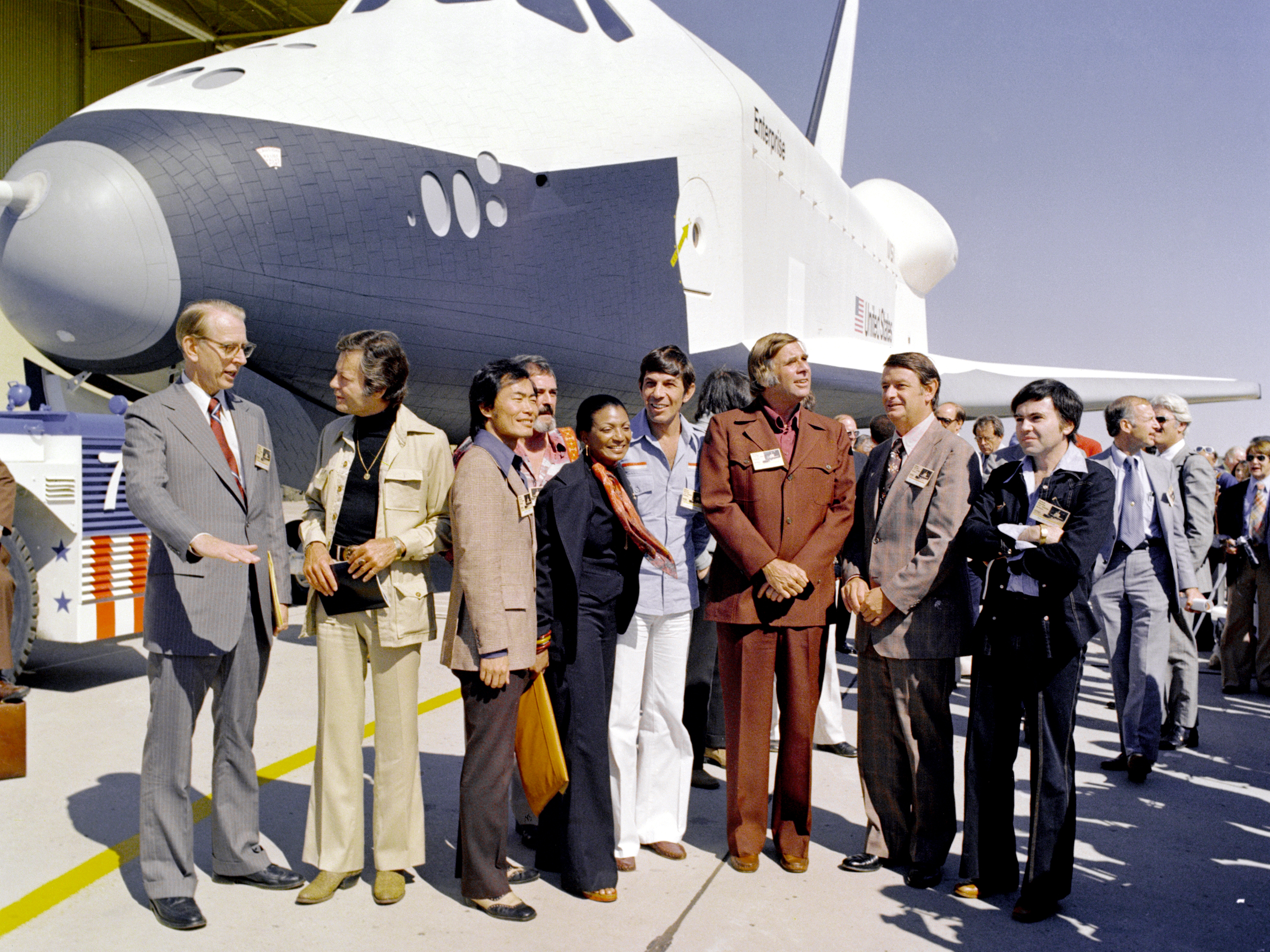
Прототип космического челнока «Энтерпрайз», названный в честь вымышленного звездолёта «Энтерпрайз» с актёрами «Звёздного пути» и создателем сериала — Джином Родденберри, 17 сентября 1976 года

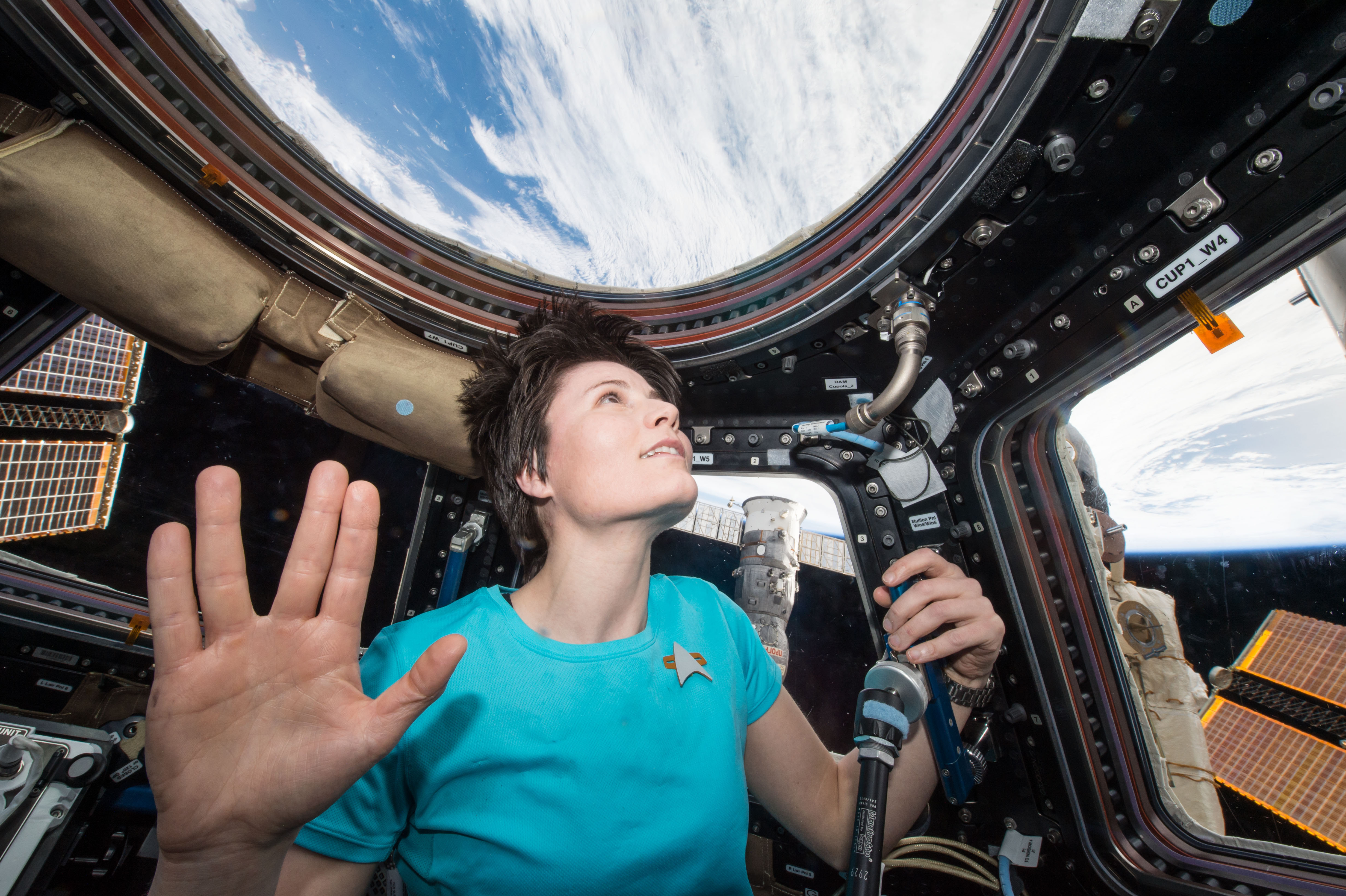
Астронавт МКС-42 Саманта Кристофоретти отдаёт дань уважения актёру Леонарду Нимою, делая вулканский салют из космоса. 2015 год

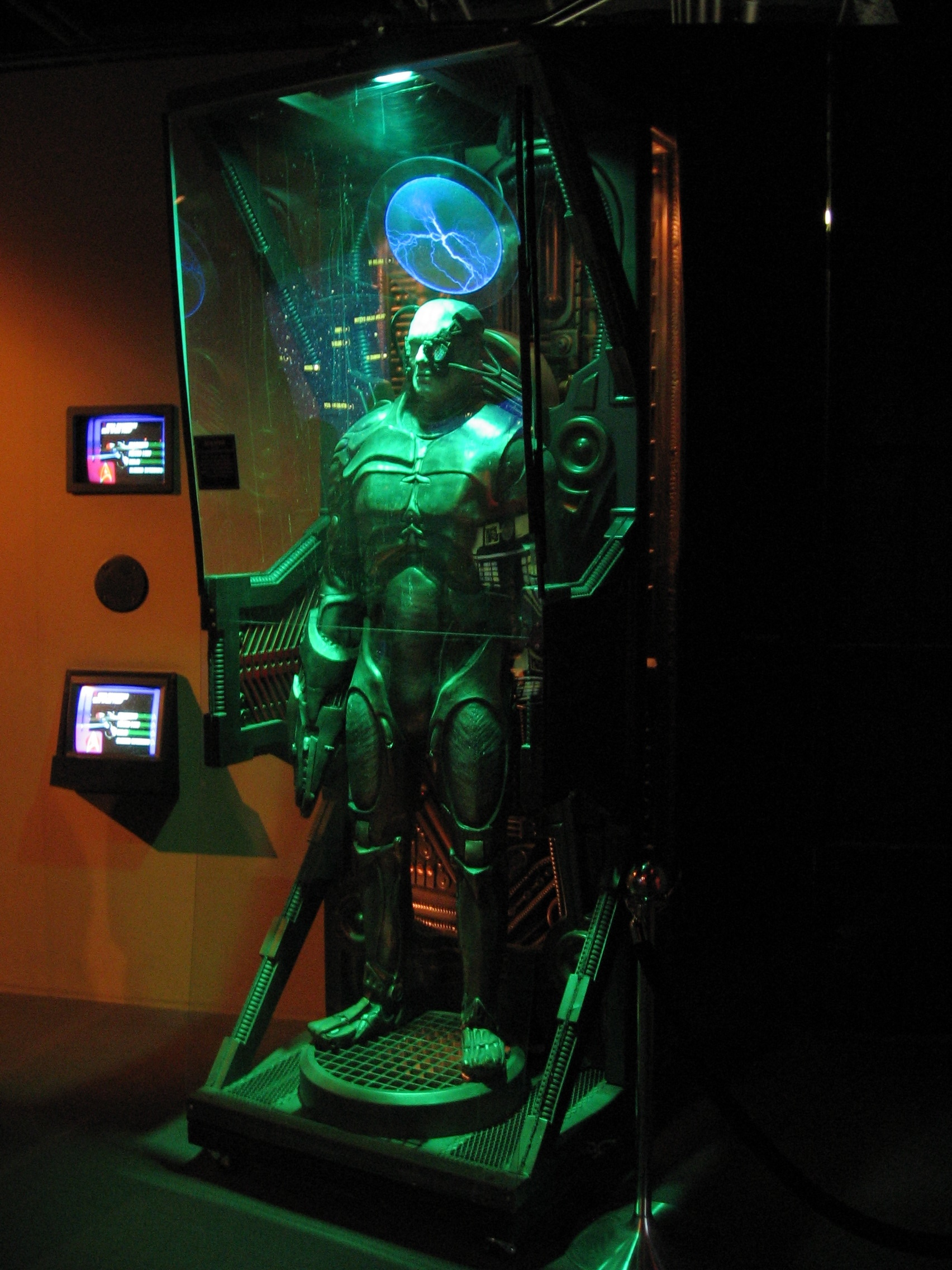
Занятая опора «алькова» Боргов выставлена в Голливудском музее развлечений

Франшиза «Звёздный путь» — это многомиллиардная индустрия по выпуску товаров и аксессуаров, стилизованных под предметы из сериалов и фильмов, правами на которые владеет CBS. Джин Родденберри и «Звёздный путь» подаются как классика приключенческой драмы; NBC устроил шоу, как «путешествие к звёздам» и как Горацио Хорнблоуэр в космосе. Девиз сериала «смело идти туда, куда не ступала нога человека», схож с текстом из буклета американского Белого дома, выпущенного по случаю запуска в Советском Союзе в 1957 году первого искусственного Спутника Земли.
«Звёздный путь» и его ответвления оказались весьма востребованы на телеканалах по всему миру. Конвенции «Звёздного пути» очень популярны среди фанатов сериала, которые называют себя «трекки» или «треккеры». Целая субкультура выросла вокруг проекта, хорошо описанная в фильме «Трекки». «Звёздный путь» занимал самые высокие места в культовом шоу на TV Guide. Франшизу постоянно сравнивают со «Звёздными войнами», постоянными соперниками в научно-фантастическом жанре среди многочисленных поклонников и учёных.
Франшиза вдохновила некоторых дизайнеров технологий, операционной системы Palm OS и мобильных телефонов. Майкл Джонс, главный технолог «Google Планета Земля», взял за основу Трикодер для создания своего «Keyhole/Google Планета Земля». В 2012 году был учреждён Приз Tricorder X в размере $7 миллионов для создателя медицинского Трикодера. В финал в 2014 году вышли десять претендентов, правда к 2016 году победитель так и не был выявлен. Но были поощрены участники, наиболее близко подошедшие к достижению объявленных критериев. «Звёздный путь» раскрутил термин «телепортация», известный задолго до сериала. А фраза «телепортируй меня, Скотти» вошла в повседневный разговор. Репликатор из «Звёздного пути» вдохновил дискуссию в научной литературе по созданию диатомовых нанотехнологий. В 1976 году, после кампании по рассылке писем, НАСА назвало свой космический челнок Энтерпрайз, в честь вымышленного звездолёта Энтерпрайз NCC-1701. Позже, в сериале «Звёздный путь: Энтерпрайз» включены кадры, где на стене вместе с изображением морского парусного судна под названием «Энтерпрайз», появились изображения других транспортных средств под этим же именем. Кроме того, некоторые утверждают, что общество изображённое во франшизе «Звёздный путь» напоминает коммунизм.
В сериале «Звёздный путь» одними из первых в истории телевидения начали вводить многонациональный и многорасовый актёрский состав. Этот принцип был более распространён в последующие годы, но 1960-х годах это было спорным. В экипаж «Энтерпрайза» входили японский рулевой, русский штурман, чёрная женщина-офицер связи и вулканец первый офицер. Поцелуй белого капитана Кирка и чернокожей лейтенанта Ухура в серии «Пасынки Платона», был очень смелым. Он часто трактуется, как первый межрасовый поцелуй на американском телевидении. В интервью Нишель Николс, исполнительница роли чернокожей женщины, офицера связи, заявила, что после того, как она сказала Родденберри о планах покинуть шоу, она была на мероприятии по сбору средств для «Национальной ассоциации содействия прогрессу цветного населения» и ей сказали, что есть один большой поклонник, который хотел с ней познакомиться. Николс рассказывает:

Я думала, что это был треккер, и поэтому сказала: «Конечно». Я посмотрела через комнату и увидела Доктора Мартина Лютера Кинга, подходившего ко мне с большой улыбкой на лице. Он протянул мне руку и сказал: «Да, Мисс Николс, я Ваш большой поклонник». И добавил, что его жена Коретта и их трое детей смотрят «Звёздный путь». [Она рассказала Кингу о своих планах уйти из сериала.] Я никогда не говорила, почему, потому что он сказал: «Вы не можете. Вы — часть истории». Когда я рассказала Родденберри о словах Кинга, тот плакала. — Нишель Николс, Detroit Free Press (2016).

После шоу Николс использовала своё публичное положение, чтобы выступить в защиту женщин и цветных людей и против их исключения из американской пилотируемой космической программы. В ответ НАСА попросило её найти людей для своей будущей программы космических шаттлов. Николс продолжил и успешно привлёк первых небелых людей и женщин в космическую программу США, работая в этом качестве для НАСА с конца 1970-х до конца 1980-х годов.
Компьютерный инженер и предприниматель Стив Возняк смотрит «Звёздный путь» и посещает конвенции, которые в юности являлись для него источниками вдохновения для создания компании Apple. 8 сентября 2012 года Google представил на своей главной странице doodle посвящённый 46-й годовщине сериала «Звёздный путь». С 2016 года в Смитсоновском музее идёт реставрация 11 футовой модели корабля Энтерпрайз NCC-1701-A, треккеров попросили оказать помощь в реставрации.
В 2020 году усилия США по разработке вакцины для защиты от COVID-19 были названы Operation Warp Speed, которую предложил фанат «Звездного пути» Питер Маркс. Маркс возглавляет подразделение Управления по контролю за продуктами и лекарствами, которое утверждает вакцины и методы лечения.

### Пародии
Первая телевизионная скетч-пародия на «Звёздный путь» вышла в эфир 29 мая 1976 года в знаменитой программе «Субботним вечером в прямом эфире» на американском канале NBC под названием «Последнее путешествие звездолёта Энтерпрайз», с Джоном Белуши в роли Кирка, Чеви Чейзом в роли Спока и Дэном Эйкройдом в роли Маккоя. В 1980-х годах «Субботним вечером в прямом эфире» сделали подобное с участием Уильяма Шетнера в роли капитана Кирка под названием «В ресторане Энтерпрайз». Этому предшествовал скетч, в котором он сыграл самого себя на Конвенции «Звёздного пути» с сердитой фразой сказанной фанатам «Получить жизнь», которая стала частью трек фольклора. Американский комедийный телесериал «В живом цвете» продолжает традиции в пародиях, где капитана Кирка играет ещё один канадец Джим Керри.
Полнометражный художественный фильм 1999 года «В поисках Галактики» косвенно пародирует «Звёздный путь». Сюжет фильма основан на предпосылке того, что инопланетяне изучают земной сериал под названием «В поисках Галактики», и верят в то, что там показана реальная жизнь Земли. Многие актёры «Звёздного пути» считают «В поисках Галактики» блестящей пародией.
«Звёздный путь» насыщен ссылками к театральному сотрудничеству конца XIX века «Гилберту и Салливану», по крайней мере, дважды. Актёры канадской театральной труппы «На севере Торонто» в 1991 году представили пародию под названием «Звездолёт Её Величества „Пинафор“: следующее поколение», которая является адаптацией Джона Муллича оперетты Гилберта и Салливана "Корабль Её Величества «Пинафор». В постановке спектакля в Лос-Анджелесе, приняли участие корифеи «Звёздного пути» Нишель Николс, Д. С. Фонтана и Дэвид Джеррольд. Аналогичную смесь из «Гилберта и Салливана» и «Звёздного пути» была показана на благотворительном концерте в музыкальном театре Lamplighters в Сан-Франциско в 2009 году. В шоу под названием «Звёздный Дрэк: поколение после этого» была представлена оригинальная история с мелодиями «Гилберта и Салливана».
Американские мультсериалы «Симпсоны» и «Футурама» содержат множество отдельных эпизодов пародий на «Звёздный путь» или намекают на него. Целая серия фильмов и романов из Финляндии под названием «Звёздная авария» вышедших с 1992 года также пародируют «Звёздный путь».
В августе 2010 года члены Налогового управления США создали тематическое обучающее видео в стиле «Звёздного пути» для своего съезда. Опубликованная в 2013 году пародия на пародию на медиа-франшизы была приведена в качестве примера нецелевого использования средств налогоплательщика при расследовании в Конгрессе США.
«Звёздный путь» был спародирован в нескольких неанглоязычных фильмах. Например, в немецком фильме-пародии 2004 года «Космический дозор. Эпизод 1», который можно считать гей-версией «Оригинального сериала».
10 сентября 2017 года на канале Fox состоялась премьера первого сезона американского комедийного научно-фантастического телесериала «Орвилл», который является пародией на «Звёздный путь», созданной Треккером Сетом МакФарлейном. МакФарлейн сделал ссылки на «Звёздный путь» в своём мультсериале «Гриффины», где актёры «Следующего поколения» выступают в качестве приглашённых звёзд в эпизоде «Не все псы попадают в рай».

### Известные произведения фанатов
Хотя «Звёздный путь» был в эфире с 2005 года, CBS и Paramount pictures разрешили фанатам создавать свои шоу. Несколько актёров, актрис и писателей ветеранов телепроекта внесли свой вклад во многие из этих постановок. Эти фильмы создавались не для получения прибыли, финансирование производственных расходов велось на основе краудфандинга с сайтов, таких как «Kickstarter».
Два шоу созданы как продолжение «Оригинального сериала»: «Звёздный Путь: Продолжается» (11 серий, выходил в 2013—2017 годах) и номинант на премию «Хьюго» за лучшую постановку для малых форм в 2008 году «Звёздный путь: фаза II» (10 серий, выходили в 2013—2017 годах). Ещё один фанатский сериал, «Звёздный Путь: Скрытая Граница» является продолжением «Звёздный путь: Глубокий космос 9» и «Звёздный путь: Вояджер». Действие проходит в туманности «Бриар патч», в той же области, где проходит действие художественного фильма «Звёздный путь: Восстание». Программа выходила в течение 7 сезонов и 50 серий в 2000—2007 годах, и имела два продолжения: «Звёздный путь: Одиссея» (10 серий, выходил с 2007 года) и «Звёздный путь: Хроники Елены». В 2008 году вышел особый фан-фильм созданный к 40-летию выхода «Оригинального сериала», который назывался «Звёздный путь людей и богов». В нём приняли участие некоторые актёры «Оригинального сериала». С 2007 по 2014 годы вышло 8 серий аудиоверсии произведённых фанатами, под названием «Звёздный путь: Продолжение миссии». Было создано несколько фан кинопародий.
«Звёздный путь: Оригинальный сериал» также вдохновил авторов Слэш фантастики, жанра фан-производства в мире фантастики, где обычно не романтические однополые персонажи изображены как романтической пары, в частности, истории «Кирк/Спок». Подобные произведения появились в начале 1970-х годов, и как правило, написаны женщинами поклонниками шоу. В прошедшие десятилетия, особенно с появлением интернета, Слэш фанфики стали особенно популярны среди поклонников франшизы.
В 2016 году Paramount и CBS были введены строгие руководящие принципы для фанатов на фан-фильмы. Они включают в себя: не более 30 минут в общей сложности на единую сюжетную линию, максимальный лимит на привлечение средств в $50 000, а также запрет на использование лиц, ранее связанных со «Звёздным путём». Эти правила закрыли все разрекламированные поклонниками проекты, заканчивая так называемый «золотой век любительских Стар трек фильмов».

### Документальные фильмы
«Звёздный путь» был популярным сюжетом для документальных фильмов, посвящённых истории франшизы. Вот некоторые примеры:
- "Конец путешествия: сага о сериале «Звёздный путь: Следующее поколение», организованный Джонатоном Фрейксом, посвящён последнему сезону сериала и грядущим поколениям[226][227].
- «Trekkies» (1997), исследующий субкультуру фанатов Звёздного пути.
- «Звёздный путь: За последней границей» (2007 г.), исследование гигантского аукциона Christie’s с десятками тысяч реквизитов «Звёздного пути», организованного актёром Леонардом Нимоем[228].
- «Центр партера» (2016 г.), 85-минутный специальный выпуск «Звёздного пути» к его 50-летию, транслируемый по каналу History[225].
- «Из любви к Споку» (2016), посвящённый истории и влиянию персонажа Спока.
- «Что мы оставили позади» (2019), о создании и наследии сериала «Звёздный путь: Глубокий космос 9»[224][229].
- "Центр партера: 55 лет «Звёздного пути» (2021), восьмисерийный документальный сериал, заказанный кабельным каналом History, охватывающий многолетнюю историю франшизы[225][230]. Рассказывает Гейтс Макфадден, которая также была одним из исполнительных продюсеров.

Некоторые документальные фильмы были профинансированы сообществом на деньги, собранные в результате краудфандинга. Таким образом, фильм «То, что мы оставили позади», собрал около 650 000 долларов, а запланированный документальный фильм «Вояджер» собрал 450 000 долларов за 24 часа.

## Награды и звания

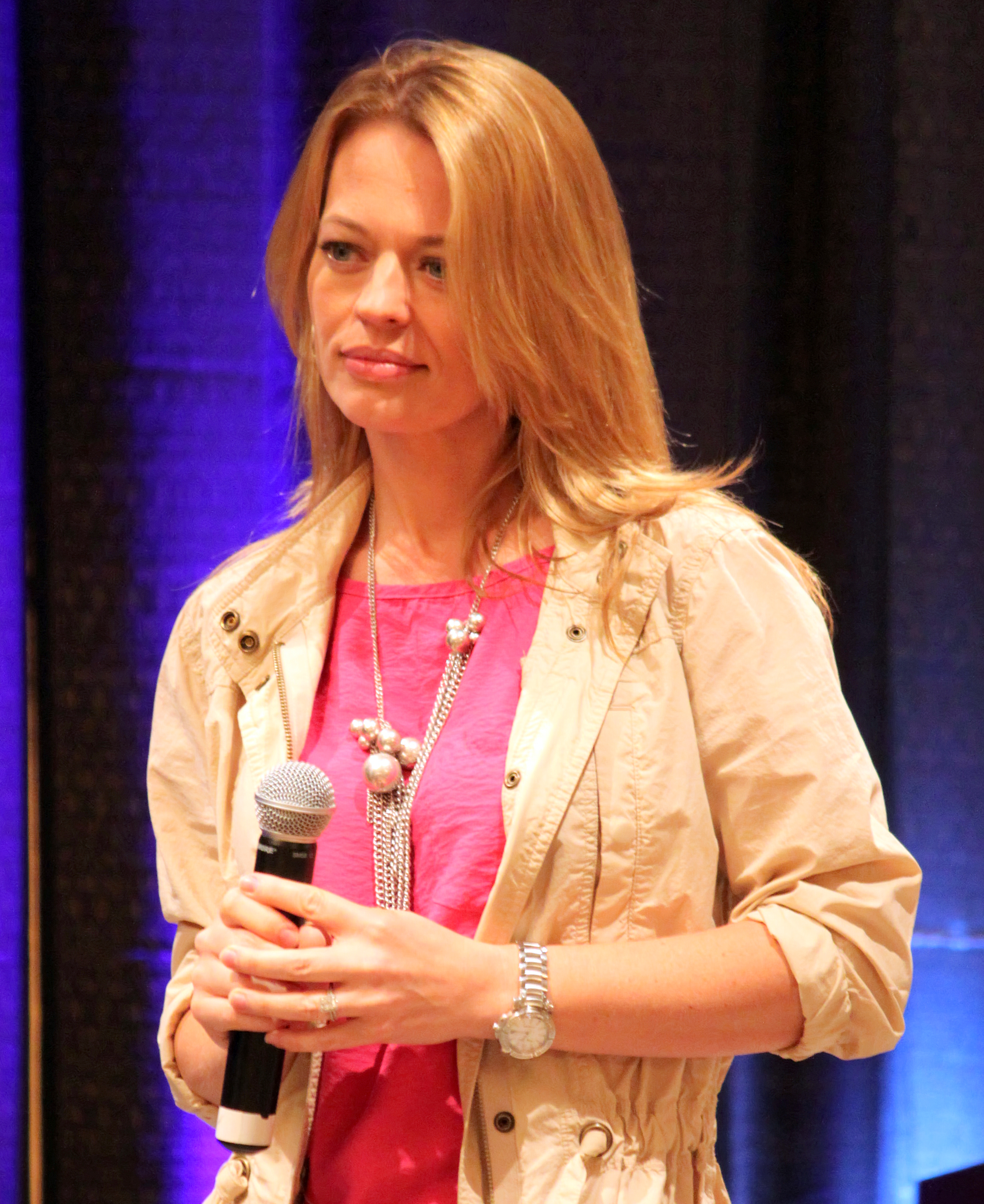
Джери Райан, выступавшая на съезде Creation Star Trek в 2010 году; она была номинирована на три премии «Сатурн» и получила награду за лучшую женскую роль второго плана в 2001 году

Франшиза получила несколько различных научно-фантастических наград за драму. В 1967 году три из пяти номинантов (и победитель) на премию Хьюго за лучшую постановку были представлены отдельными эпизодами из «Звёздного пути: Оригинальный сериал», а в 1968 году все пять номинаций были от франшизы. Победили в 1967 году серия «Зверинец» (11-12 эпизоды, Первого сезона), а в 1968 году серия «Город на краю вечности» (эпизод 28, Первого сезона). Художественные фильмы «Звёздного пути» несколько раз номинировались на премию Хьюго, но побед не было. Сериал «Следующее поколение» получило премию Хьюго в 1993 и 1995 годах. Номинации также были получены сериалами «Глубокий космос девять», «Энтерпрайз», «Дискавери» и «Нижние палубы», также как несколько художественных фильмов «Звёздный путь», а в 2008 году — эпизод фанатского сериала «Звездный путь: Фаза II»..
В 1996 году читатели американского еженедельника «TV Guide» выбрали следующие десять лучших эпизодов франшизы «Звёздный путь» за 30 лет:
1. «Город на краю вечности» («Оригинальный сериал», 6 апреля 1967)
2. «Время ярости» («Оригинальный сериал», 15 сентября, 1967)
3. «Зеркало, Зеркало» («Оригинальный сериал», 6 октября 1967)
4. «Машина Судного Дня» («Оригинальный сериал», 20 октября 1967)
5. «Путешествие в Вавилон» («Оригинальный сериал», 17 ноября, 1967)
6. «11001001» («Следующее поколение», 1 Февраля, 1988)
7. «Вчерашний Энтерпрайз» («Следующее поколение», 19 февраля 1990)
8. «Лучший из двух миров» (Часть I) («Следующее поколение», 18 июня 1990)
9. «Линия судьбы» («Следующее поколение», 15 февраля 1993)
10. «Посетитель» («Глубокий космос Девять», 9 октября 1995)

Сериалы «Звёздный путь» выиграли несколько премий «Сатурн»: «Следующее поколение» (дважды выиграв за лучший телевизионный сериал) и «Вояджер» (дважды выиграв за лучшую женскую роль — Кейт Малгрю и Джери Райан). «Оригинальный сериал» и «Следующее поколение» «задним числом» выиграли несколько премий «Сатурн» за лучший DVD-релиз. Несколько фильмов «Звёздного пути» завоевали «Сатурн», в том числе в категориях Лучший актёр, актриса, режиссёр, костюмы и спецэффекты. С первого фильма Звёздного пути все фильмы франшизы кроме Последнего рубежа были номинированы на Сатурн за Лучший научно-фантастический фильм, но единственным фильмом кто выиграл в этой категории был Неоткрытая страна.
Среди научной фантастики сериалы «Звёздный путь» завоевали 35 премий Эмми и 161 номинацию. Леонард Нимой является единственным актёром из Звёздного пути кто получил номинацию на премию Эмми. За роль Спока Нимой три раза номинировался на премию «Эмми» за лучшую мужскую роль второго плана в драматическом телесериале.
Одним из самых успешных фильмов стал «Звёздный путь 4: Дорога домой», собравший в мировом прокате 133 миллиона долларов при бюджете в 21 миллион долларов. «Дорога домой» получил 11 номинаций на 14-й ежегодной премии «Сатурн», разделив количество номинаций с «Чужими». Нимой и Шетнер были номинированы на лучшую мужскую роль за свои роли, а Кэтрин Хикс была номинирована на лучшую женскую роль второго плана. На 59-й церемонии вручения премии Оскар «Дорога домой» была номинирована на лучшую операторскую работу, звук (Терри Портер, Дэвид Дж. Хадсон, Мэл Меткалф и Джин Кантамесса), монтаж звуковых эффектов и оригинальную музыку.
Серия «Большой гуд-бай» в первом сезоне сериала «Звёздный путь: Следующее поколение» в знак признания «нового стандарта качества для первого показа» был удостоен премии Пибоди в 1987 году. «Большой гуд-бай» также было номинировано на две премии «Эмми» в категориях «Выдающаяся операторская работа в сериале» и «Выдающиеся костюмы для сериала» (художник по костюмам Уильям Уэр Тайсс получил награду в этой категории).
Одиннадцатый фильм «Звёздного пути» в 2009 году выиграл премию Оскар за лучший грим и причёски, первый (и в настоящее время единственный) «Оскар» франшизы. В 2016 году франшиза была занесена в Книгу рекордов Гиннеса как самая успешная научно-фантастическая телевизионная франшиза в мире.

### Комментарии
1. ↑  Хотя в 2022 году было больше всего сериалов «Звездный путь», в каждом сериале было меньше эпизодов за сезон, чем когда TNG, DS9 и «Вояджер» выходили в эфир вместе.